# Treiten
Treiten (Frans (verouderd): Treiteron) is een gemeente en plaats in het Zwitserse kanton Bern, en maakt deel uit van het district Seeland.
Treiten telt 422 inwoners.